# Câu lạc bộ Paris
Câu lạc bộ Paris (tiếng Anh: Paris Club, tiếng Pháp: Club de Paris) là một diễn đàn không chính thức của 22 quốc gia có nền kinh tế lớn, mức độ tín nhiệm cao và tiềm lực tài chính mạnh, chuyên cung cấp các dịch vụ tài chính như cho vay nợ tái thiết, nợ ân hạn hoặc hoãn - xoá nợ cho các nước đang mắc nợ khó trả.
Con nợ của Câu lạc bộ Paris thường là những nước được Quỹ Tiền tệ Quốc tế (IMF) chỉ định (gần như bảo lãnh) nếu các cuộc thương lượng trước đó không đi đến bất kỳ một thoả thuận cho vay nào.

## Lịch sử hình thành
Câu lạc bộ Paris ra đời từ một cuộc đàm phán tổ chức tại Paris lần đầu tiên vào năm 1956 giữa quốc gia con nợ lúc bấy giờ là Argentina và hàng loạt chủ nợ lớn của nước này.

## Hoạt động
Tổ chức này nhóm họp một lần mỗi tháng (trừ tháng 2 và tháng 8). Mỗi phiên họp thường kéo dài một ngày - được gọi là "Tour d'Horizon", trong đó các chủ nợ của Câu lạc bộ Paris thảo luận với nhau về tình hình nợ nước ngoài của các nước vay hoặc các vấn đề liên quan đến phương pháp giải quyết nợ cho các nước đang phát triển. Cuộc họp sẽ diễn ra tại trụ sở Bộ Kinh tế, Tài chính và Công nghiệp Pháp tại thủ đô Paris. Người chủ trì thường là chuyên viên cấp cao trực thuộc Bộ Tài chính Pháp.

## Thành viên

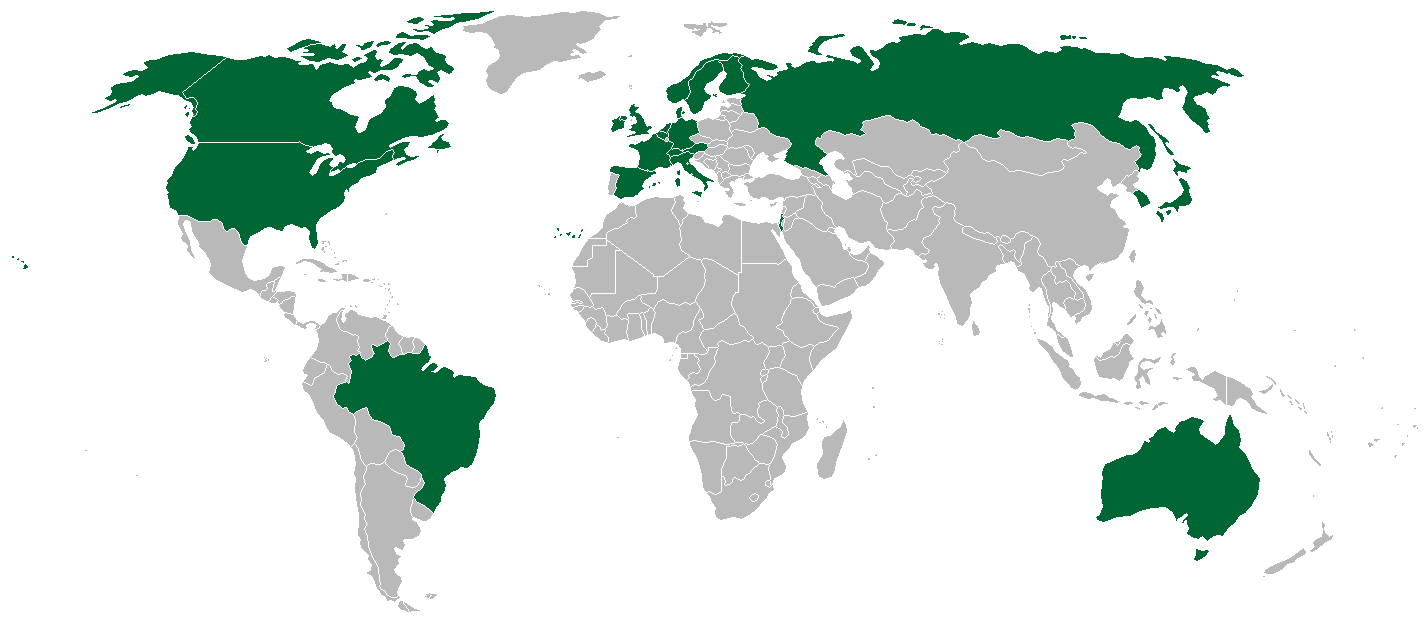
Các thành viên của Câu lạc bộ Paris

Thành viên thường trực của Câu lạc bộ Paris hiện nay bao gồm có Úc, Áo, Bỉ, Brasil, Canada, Đan Mạch, Phần Lan, Pháp, Đức, Ireland, Israel, Ý, Nhật Bản, Hàn Quốc, Hà Lan, Na Uy, Nga, Tây Ban Nha, Thuỵ Điển, Thụy Sĩ, Anh và Mỹ. Ngoài ra, Câu lạc bộ Paris còn có một hệ thống quan sát viên, bao gồm các tổ chức quốc tế liên quan mật thiết đến tiền tệ thế giới như IMF, Ngân hàng Thế giới, OECD, Ủy ban Châu Âu,...

## Tư cách tham dự
Đại diện của các nước thành viên thường trực không có nghĩa vụ chủ nợ nhưng vẫn có thể tham dự cuộc họp với vai trò quan sát viên hoặc cố vấn. Đại diện của các nước không phải thành viên thường trực nhưng cùng có vai trò chủ nợ với cùng quốc gia con nợ được đề cập trong cuộc họp của câu lạc bộ đồng thời có được sự đồng ý của các thành viên thường trực cũng được phép tham gia họp.